# Musée du château de Flers
Le musée du château de Flers est un musée situé dans l'enceinte du château de la commune de Flers, département de l'Orne.

## Accès
Le musée est ouvert de mai à novembre, du mardi au dimanche de 14 h à 18 h.
En 2013, pour la réalisation de travaux du château, le musée ferme pour une durée de deux ans. La réouverture s'est faite le week-end du 2-3 juillet 2016.
En 2019, le musée a signé la charte Mom'art qui a pour but d’aider les musées à améliorer les services et les activités dédiés aux familles.

## Sections

### Beaux-Arts
Le musée du château présente aux visiteurs une belle collection permanente, composée d’un fonds Beaux-arts offrant un large panorama de la peinture occidentale. Ce fonds bénéficie en 1919 du legs de Julien Salles (1829-1915), ancien maire de Flers et notaire de profession, qui acquit le domaine en 1901. Cette collection est constituée de tableaux anciens (écoles française, italienne, nordique) ainsi que des peintures et sculptures du XIXe siècle (Gustave Courbet, Schnetz, Charles-François Daubigny, Boudin, Caillebotte, Léandre, Rousaud, Crébassa, Leharivel-Durocher…). L’art du XXe siècle y est aussi représenté, en particulier avec des céramiques de Jean Cocteau. Mobilier et arts décoratifs, complètent la présentation.

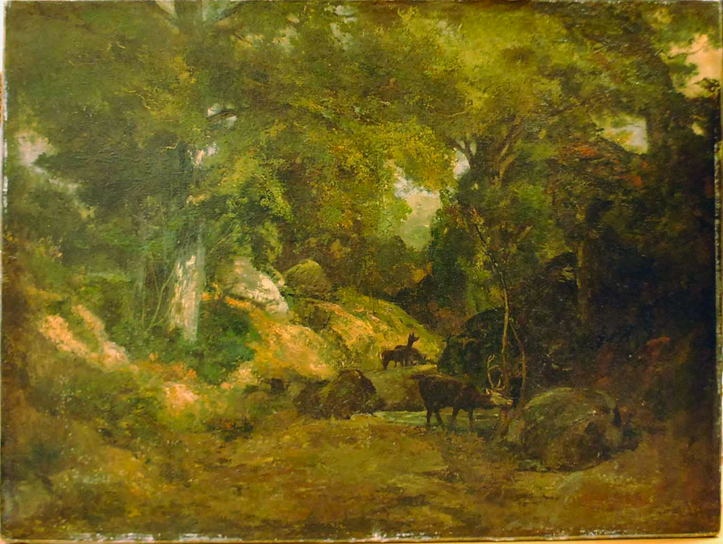
Le Cerf dans la forêt, de Gustave Courbet.
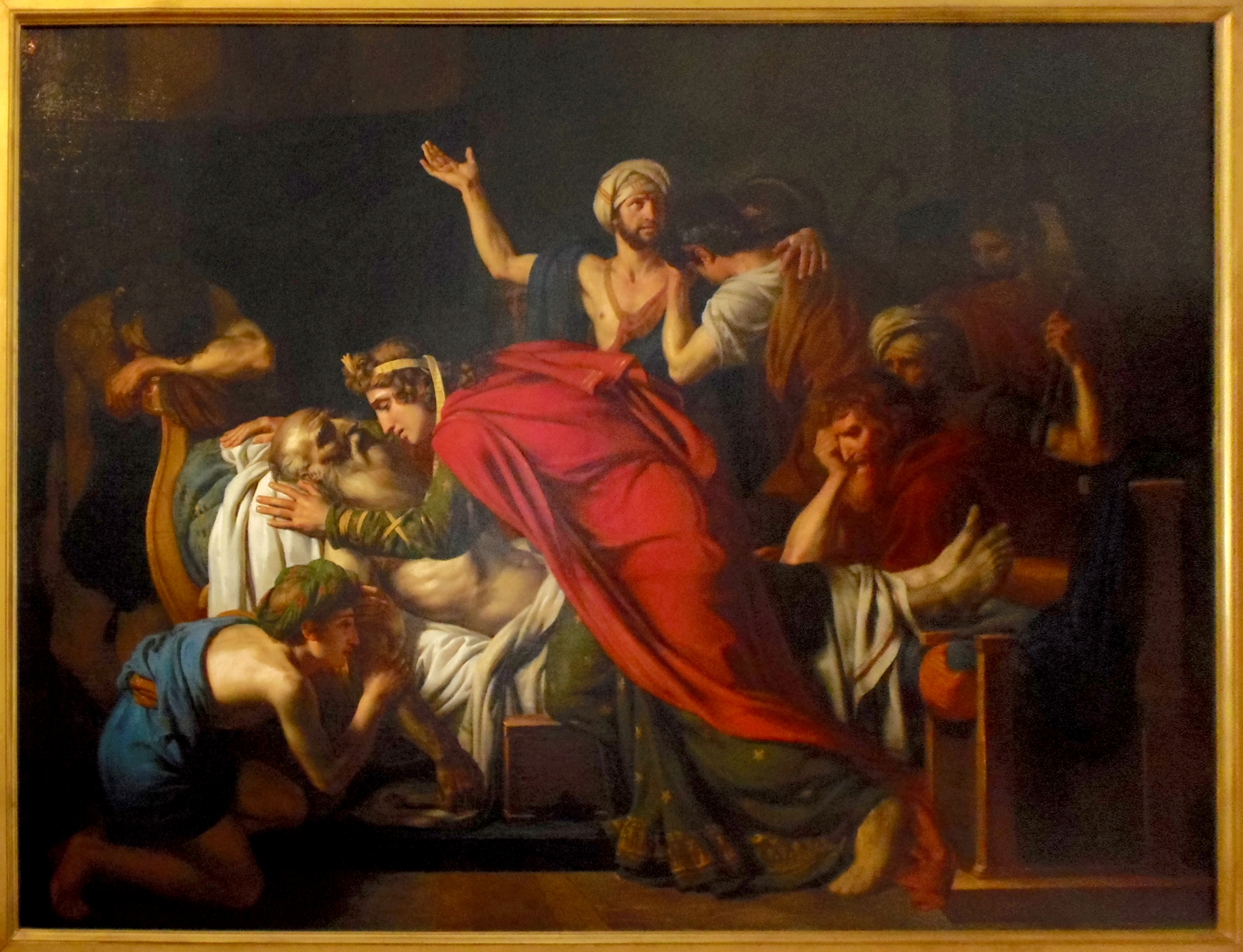
La Mort de Jacob, de Jean-Victor Schnetz.
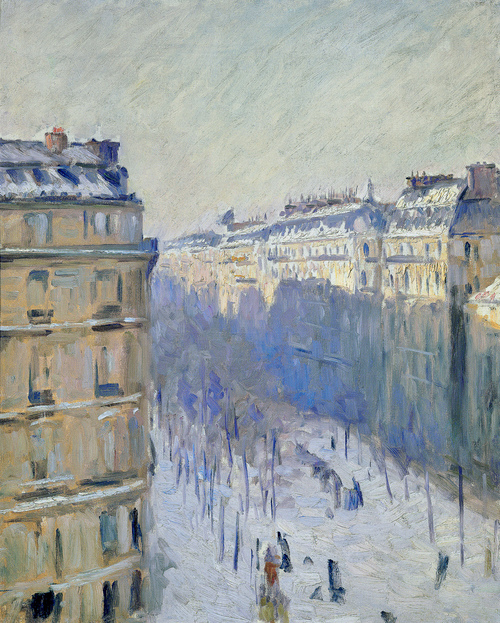
Boulevard Haussmann, effet de neige, de Gustave Caillebotte.
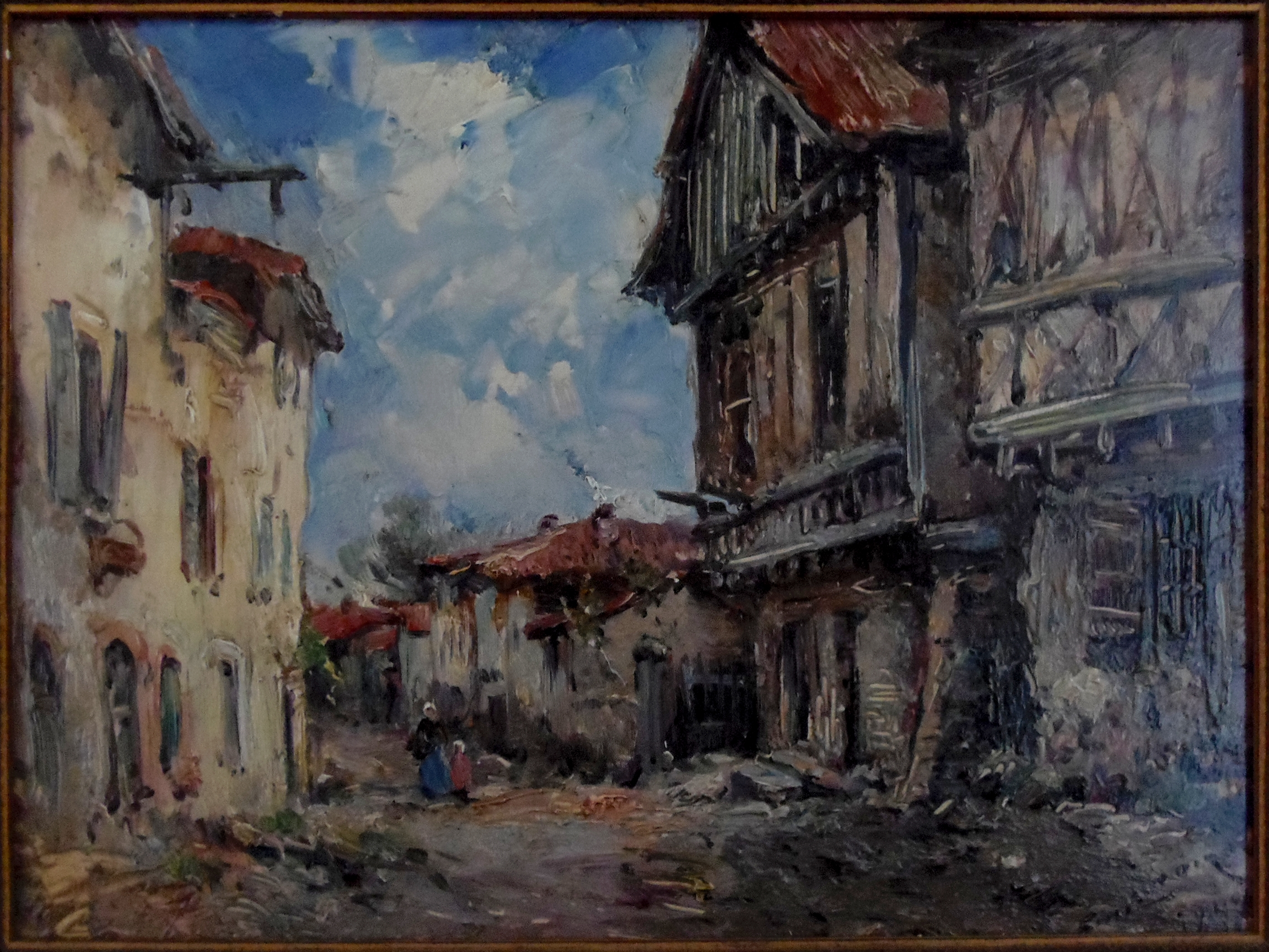
Maisons normandes, d'Émile Noirot.
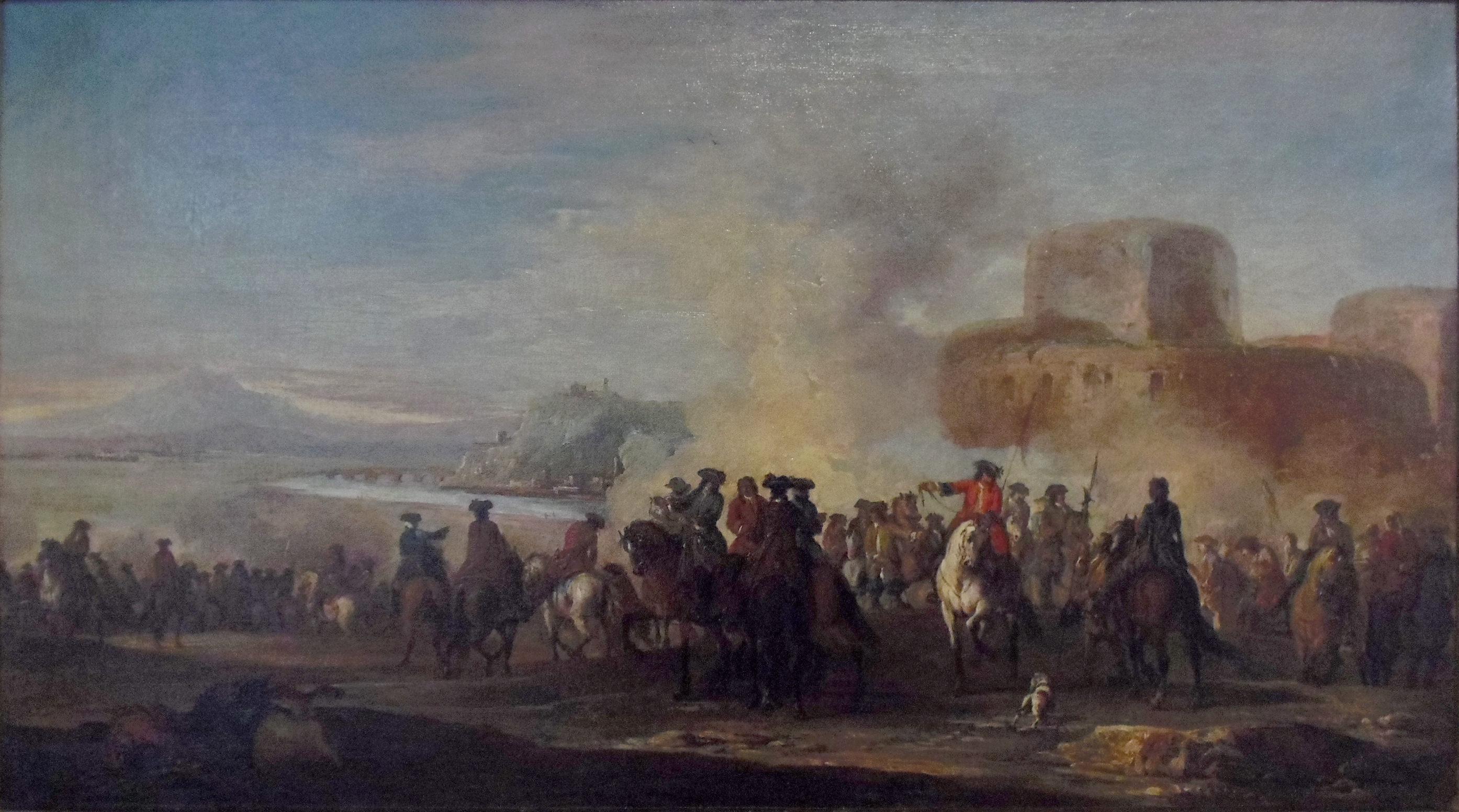
Siège de Landau, de Charles Parrocel.
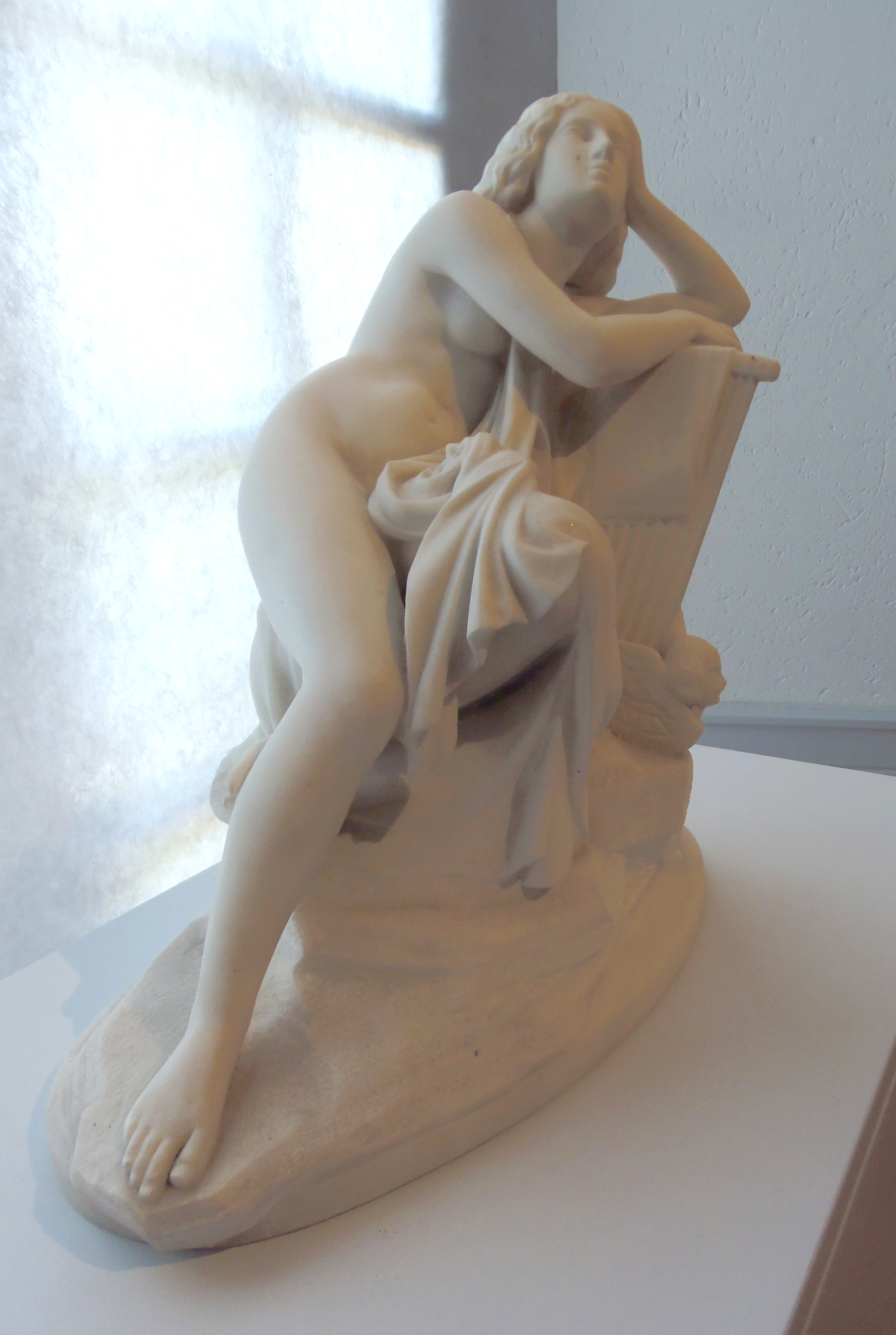
Rêverie, de Victor Leharivel-Durocher.

Le musée conserve un fonds particulier d'une dizaine de peintures de Jean-Victor Schnetz et une soixantaine de ses dessins qui constitue la première collection publique de l'artiste. Notamment, car Antoine Schnetz, son frère, et ses descendants ont été propriétaires du château de Flers au XIXe siècle. L'artiste a lui-même séjourné plusieurs fois au château.
Georges Le Febvre, avec ses paysages intimistes exposés, a demeuré toute sa vie à Berjou, à quelques kilomètres de Flers.
Ces collections accordent une grande place aux artistes normands : les peintres Charles Léandre, Gaston de La Touche, Aymard Pezant, Alexandre Le Carpentier et le sculpteur Victor-Edmond Leharivel-Durocher.
Des expositions temporaires sont régulièrement proposées au public.
En 2020, l'exposition Où sont les femmes ? interroge sur le traitement féminin dans l'art à travers le temps. Trois artistes contemporaines y ont particulièrement contribué : Lilyluciole, Mélanie Dornier et Alexandrine Deshayes,.
Le thème de l'exposition temporaire 2021 est Les couleurs de l'eau. Sont alors exposées des œuvres d'artistes comme Antoine Milian, Marion Zylberman ou Violaine Vieillefond.
Du 11 mai au 10 novembre 2024, le thème de l'exposition temporaire est Va y avoir du sport ! Deux artistes contemporains présentent leurs univers autour de la thématique du sport et du mouvement : l'artiste SLip et la sculptrice Magali Berdaguer.

### Salle de la déportation
On y trouve une salle de la déportation où est notamment exposée une stèle commémorative de la résistante flérienne Paulette Duhalde.

### Histoire locale
- Musée du château de Flers.
- Cuisine normande.
- Métiers à tisser.

## Activités numériques

### Application «Flers virtuel: le château»
L'application  Flers virtuel : le château donne le contexte historique du château et du musée et suit le parcours muséographique. Elle offre aux utilisateurs la possibilité de découvrir ou d'approfondir les œuvres emblématiques du musée par une fiche qui transmet toutes les informations disponibles sur ces œuvres. Un film d’animation propose une reconstitution du domaine au cours des siècles depuis le Moyen Âge. Enfin, on peut tester ses connaissances par un quiz final.
L'application est disponible en téléchargement sur smartphones et tablettes sur Android et iOS. Des tablettes avec l'application sont disponibles en prêt à l'accueil du musée.

### Projet Micro-Folie
Depuis la réouverture du 27 juin 2020, les visiteurs ont accès à la Micro-Folie qui permet de découvrir virtuellement des milliers d’œuvres d’art nationales qui ont été numérisées en très haute définition. Le projet Micro-Folie, porté par le Ministère de la Culture et coordonnée par la Villette, s’articule autour d’un musée numérique alimenté par les collections de douze établissements culturels nationaux comme :
- le Centre Pompidou
- le Château de Versailles
- la Cité de la musique- Philharmonie de Paris
- le Festival d'Avignon
- l'Institut du monde arabe
- le Musée du Louvre
- le Musée Picasso (Paris)
- le Musée d'Orsay
- le Musée du Quai Branly - Jacques-Chirac
- l'Opéra de Paris
- la  Réunion des musées nationaux et du Grand Palais des Champs-Élysées
- Universciences
- La Villette

Concrètement, les visiteurs disposent d’une tablette numérique pour choisir les œuvres projetées sur un grand écran installé dans une salle du rez-de-chaussée du musée. Ils peuvent naviguer comme ils le souhaitent entre les œuvres ou les visites peuvent être thématisées et faites par groupe accompagné d’un médiateur du musée de Flers. Un espace de réalité virtuelle permet de découvrir des contenus immersifs à 360° : documentaires, spectacles…